# 豊国銀行
株式会社豊国銀行（とよくにぎんこう、1907年 - 1928年、英語: The Toyokuni Bank, Ltd.）は、かつて存在した日本の都市銀行である。

## 概要
1907年（明治40年）、5月2日、資本金1千万円で、実業家の坂田実らが設立。
1908年（明治41年）、1月に浅草銀行、2月に浜松信用銀行、4月に三田銀行を合併した。また武総銀行、本郷総業銀行も合併。
1916年（大正5年）、12月21日、興銀、帝国商業銀行および第百三十銀行と共同で、東京・大阪の株式仲買人シンジケートに対し、日銀資金による救済融資を決定し、12日23日に実施した。融資額は、東京が574万円・大阪が640万円。同年は渋沢栄一が引退を表明。
1928年（昭和3年）、2月に昭和銀行に吸収合併され消滅。

## 役員

### 『日本全国諸会社役員録 明治42年』
- 頭取・浜口吉右衛門[3]
- 専務取締役・坂田実[3]
- 取締役・近藤利兵衛、岡本貞烋、今井喜八、伊東要蔵、渡辺三左衛門、青地玄三郎、小池長次郎、伊藤幸太郎[3]（千住吾妻汽船、衆議院議員）[4]
- 監査役・門野幾之進、石崎政蔵、関戸金三郎、吉田吉右衛門、浜口吉兵衛[3]

### 『日本全国諸会社役員録 第20回』
- 頭取・浜口吉右衛門[5]（九州水力電気社長）
- 専務取締役・坂田実[5]
- 取締役・近藤利兵衛、岡本貞烋、今井喜八、伊東要蔵、渡辺三左衛門、青地玄三郎、小池長次郎、永見勇吉（兼総支配人） [6][5]
- 監査役・門野幾之進、関戸金三郎、吉田吉右衛門、浜口吉兵衛、石崎丈太郎

### 『日本全国諸会社役員録 第27回』
- 頭取・生田定之[7]（豊川良平の推薦で日本銀行から転職）
- 取締役・坂田実（発起人の一人。日本銀行。阪谷芳郎子爵法学博士従兄。日本海上倉庫、日本緬羊毛織の発起人）、近藤利兵衛、伊東要蔵、渡辺三左衛門、小池長次郎、遠山市郞兵衞[7]（兼総支配人、遠山商店）[8]、
- 監査役・門野幾之進、関戸金三郎、吉田吉右衛門、浜口吉兵衛、石崎丈太郎

### その他
- 齋藤福之助（営業部長、従弟に斎藤善八。内閣法制局長官尾崎三良男爵娘婿）
- 嵯峨實勝（貴族院侯爵議員、父に嵯峨公勝）
- 末延道成（頭取、東京海上火災保険、貴族院議員）